# Milan Bahúl
Milan Bahúl (* 25. září 1960 Bratislava) je slovenský herec.

## Biografie
Původně chtěl být leteckým mechanikem[zdroj?], ale navštěvování dramatického kroužku v dětství ho natolik ovlivnilo, že se rozhodl pro studium herectví na bratislavské Vysoké škole múzických umění, kterou absolvoval v roce 1983. Po základní vojenské službě působil pět let v martinském Divadle Slovenského národního povstání, pak se vrátil do Bratislavy. Spolupracoval s Divadlem Nová scéna a nyní je členem činohry Slovenského národního divadla.
Účinkuje v různých inscenacích: např. v Goldoniho Čertici, v dramatizaci Timraviny novely Velké štěstí, v Shakespearově komedii tříkrálový večer nebo Co jen chcete, v Ionescově hře Židle a jiných. V sezóně 2005/2006 se představí v roli mentálně zaostalého Lennieho v Steinbeckově adaptaci jeho vlastní novely O myších a lidech.
Hrál i ve dvou amerických filmech – v Dračím srdci a v Frankensteinovi.
V seriálu Dobrá čtvrť hrál podnikatele Koreňa, později trenéra Marka Lorence v seriálu z hokejového prostředí Poslední sezona.
Je ženatý a má dvě děti.

## Filmografie
- 1984 – V bludisku pamäti (novinář Rajtár)
- 1985 – Zelená léta (Fero)
- 1988 – Sagarmatha (Peter)
- 1994 – Vášnivé známosti
- 1995 – Playgirls (Daniel Dalík)
- 1996 – Dračie srdce (vesnický náčelník)
- 1997 – Nejasná zpráva o konci světa (Goran)
- 1999 – Piráti
- 2000 – Zpráva o putování studentů Petra a Jakuba (kněz)